# Маковиці (Опольське воєводство)
Маковиці (пол. Makowice, нім. Mogwitz) — село в Польщі, у гміні Скорошиці Ниського повіту Опольського воєводства.
Населення — 601 особа (2011).

## Демографія
Демографічна структура станом на 31 березня 2011 року:
|          | Загалом | Допрацездатний вік | Працездатний вік | Постпрацездатний вік |
| -------- | ------- | ------------------ | ---------------- | -------------------- |
| Чоловіки | 303     | 53                 | 220              | 30                   |
| Жінки    | 298     | 64                 | 162              | 72                   |
| Разом    | 601     | 117                | 382              | 102                  |